# Vergranne
Vergranne település Franciaországban, Doubs megyében. Lakosainak száma 117 fő (2022. január 1.). Vergranne Mésandans, Autechaux, Rillans, Verne, Viéthorey és Voillans községekkel határos.

## Népesség
A település népessége az elmúlt években az alábbi módon változott:
| Lakosok száma | 82   | 71   | 77   | 126  | 102  | 107  | 108  | 115  | 118  | 117  |
|               | 1968 | 1982 | 1990 | 2006 | 2013 | 2015 | 2017 | 2019 | 2020 | 2022 |